# Jah Jah Children
Jah Jah Children – trzeci album polskiego zespołu reggae, Ares & The Tribe.
Płyta została zarejestrowana w założonym przez lidera i wokalistę zespołu Jah Aresa Ariston Roots Reggae Studio. Realizacją nagrań oraz mixem zajął się Sebastian „Seban” Włodarczyk, natomiast masteringu dokonał w Grecji Professor Skank, uczeń samego Mad Professora. W zamykającej album piosence "Unite Rasta Children" gościnnie wzięła udział grupa dzieci: Artemida i Afrodyta Chadzinikolau (córki Tamary i Aresa), Marysia i Antek Horowscy, Kaja Humska, Anika Trampnau oraz Szymon, Julka i Karolina Jarysz.

## Lista utworów
1. "Jah Jah Say’s"
2. "My Father Sleep Well Tonight"
3. "Sodoma & Gomorah"
4. "Respect & Believe"
5. "Everything From Jah"
6. "Sweet Reggae Music"
7. "Sweet Reggae Dub I"
8. "Sweet Reggae Dub II"
9. "Unite Rasta Children"

## Muzycy
- Ares "Jah Ares" Chadzinikolau (wokal, klawisze)
- Tomek Senger (perkusja)
- Łukasz "Zachary" Szczepaniak (gitara)
- Bartłomiej "Zgolus" Stuczyński-Zgoła (gitara basowa)
- Robert "Malina" Malinowski (trąbka)
- Maciej "Słoniu" Słoniewski (saksofon)
- Jakub Klepczyński (puzon)
- Piotr Kuciel (solówka gitarowa)